# 保定市人民体育场
保定市人民体育场，旧名三皇庙体育场、保定体育场，位于中华人民共和国河北省保定市莲池区裕华西路6号，隶属保定市体育局。三皇庙体育场始建于1939年。1951年，保定西城墙被拆除改造成体育场的西看台。1953年，体育场新建东、南、北三面看台。1974年，东、南、北三面的看台得到扩建。1992年，体育场西看台重修，煤渣跑道改为塑胶跑道，足球场铺设了草皮。2013年至2014年，体育场东、南、北三面看台等设施均被拆除，仅保留西看台，体育场由承办大型赛事向大众健身转型。体育场承办了第一届河北省运动会、第八届河北省运动会、1994年亚少赛预选赛、1996年亚青赛预选赛、中国足球乙级联赛等赛事，是1990年亚运会火炬传递西南路最后一站主会场，曾举办刘青山、张子善贪污案公审大会等政治集会，还举办过一些演出。电影《追风筝的人》曾在体育场内取景拍摄。

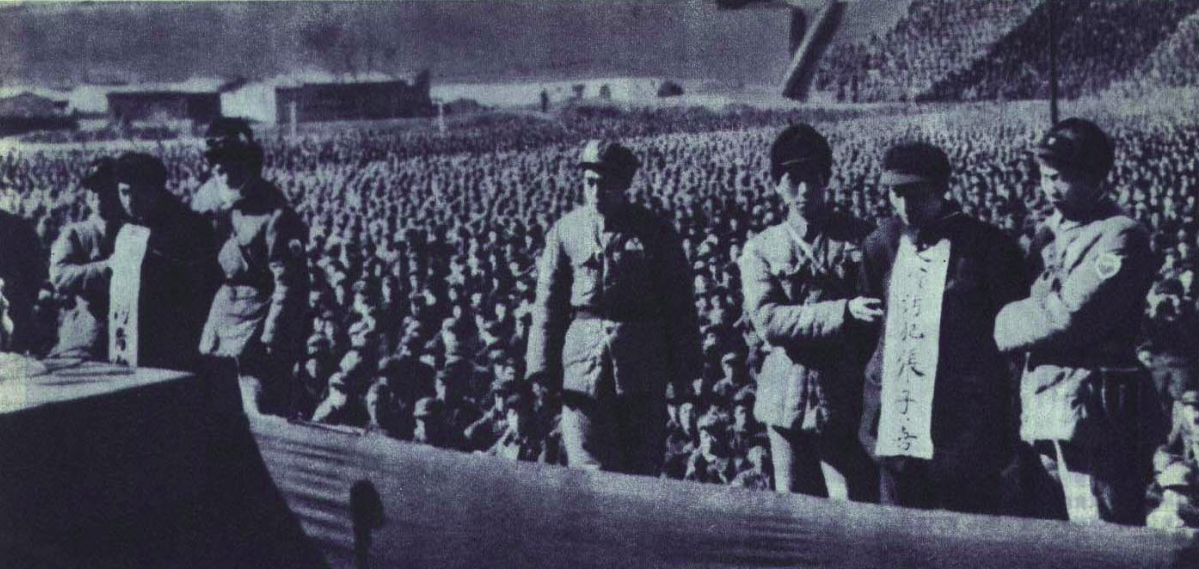
1952年2月10日保定市人民体育场，刘青山张子善案公审

## 历史

### 初建
体育场始建于1939年。当时，日军拆除了保定志存中学，在校址上建起了一座体育场。这座体育场占地约39亩，仅有400米土跑道、四间平房和两个篮球场。由于此地紧邻三皇庙，体育场被称作三皇庙体育场。体育场又名保定体育场。当时体育场隶属汪精卫政权的河北省教育厅。日本战败后，体育场被接收，隶属国民政府河北省教育厅。中国人民解放军攻取保定后，保定体育场由河北省体育运动委员会管理。

### 扩建
1951年，体育场旁边的保定西城墙被拆除改造成为20级的西看台，400米跑道得到重建。1952年2月10日中午，刘青山、张子善贪污案公审大会在此举行，两万余人到场。同年10月，体育场承办了第一届河北省运动会。这一年中，体育场划归保定市体育运动委员会，并定名保定市人民体育场。1953年，体育场增建东、南、北三面看台各5级，并在东面设主席台。

### 文化大革命期间
文化大革命期间，保定市人民体育场经常举行大规模的政治集会。1966年8月8日中共八届十一中全会通过《十六条》后，中共保定地委、中共保定市委在8月10日晚至12日晚连续召集直属机关干部职工五千余人在体育场集会拥护中央决定。1967年1月20日，造反派联合外地来保定串连的红卫兵在体育场召开两万人大会，批斗河北省、保定地区、保定市领导。1968年2月3日上午，庆祝河北省革命委员会成立大会在保定市人民体育场召开。开会之前，聚集在体育场外的两派势力开始武斗，两派使用了机枪、步枪、手榴弹等武器，保定市内其他街道也出现武斗，市内枪战持续约一小时。在保定西郊，武斗人员拦截入城参加大会的车辆导致车祸，5人丧生、逾30人受伤。这一天的武斗被称作保定“二·三”事件。1968年8月10日，军管会为向两派施压、终止武斗，在体育场召开了坚决镇压反革命分子宣判大会，约十万人参加。1974年，体育场将东、南、北三面的看台扩建至13级，看台下新建86间房屋。

### 文化大革命之后
1978年1月9日保定市人民体育场召开揭批四人帮反革命罪行大会，此后这里的政治性集会减少，体育场回归本身角色。根据1988年的统计，体育场占地面积3.3万平方米，有座席1.8万个，是河北省第四大的体育场。1990年亚运会“亚运之光”火炬传递西南路的最后一站就设在保定市人民体育场。为承办1992年第八届河北省运动会，保定市人民体育场拆除重建西看台，将其改建为砖混结构并新建室内训练房。煤渣跑道换成塑胶跑道，足球场种上了草皮。同时，重修体育场的主席台，新增电子记分设施，新建四座灯塔提供照明。
保定体育场承办了1994年亚少赛预选赛、1996年亚青赛预选赛阶段的比赛。此外，朝鲜女足、朝鲜国奥队、日本国奥队等队曾受邀来此比赛。2002年中国足球乙级联赛河北百世开利足球俱乐部、2004年中国足球乙级联赛西藏惠通陆华足球俱乐部、2006年中国足球乙级联赛青岛海鲨足球俱乐部（以河北雪驰队名义参赛）都把主场设在保定市人民体育场。其中，河北百世开利打入四强，青岛海鲨河北雪驰打入八强，但两队都没有取得升入中甲联赛的资格。
十几年间，曾在保定市人民体育场演出的有歌手、演员有宋祖英、杨钰莹、林依轮、杭天琪、付笛声、任静、高秀敏、句号、侯耀文、石富宽等。保定市人民体育场被国家体育总局评为2005年全民健身周活动先进单位。2006年12月5日至7日，电影《追风筝的人》在保定市人民体育场取景拍摄。

### 拆除改造

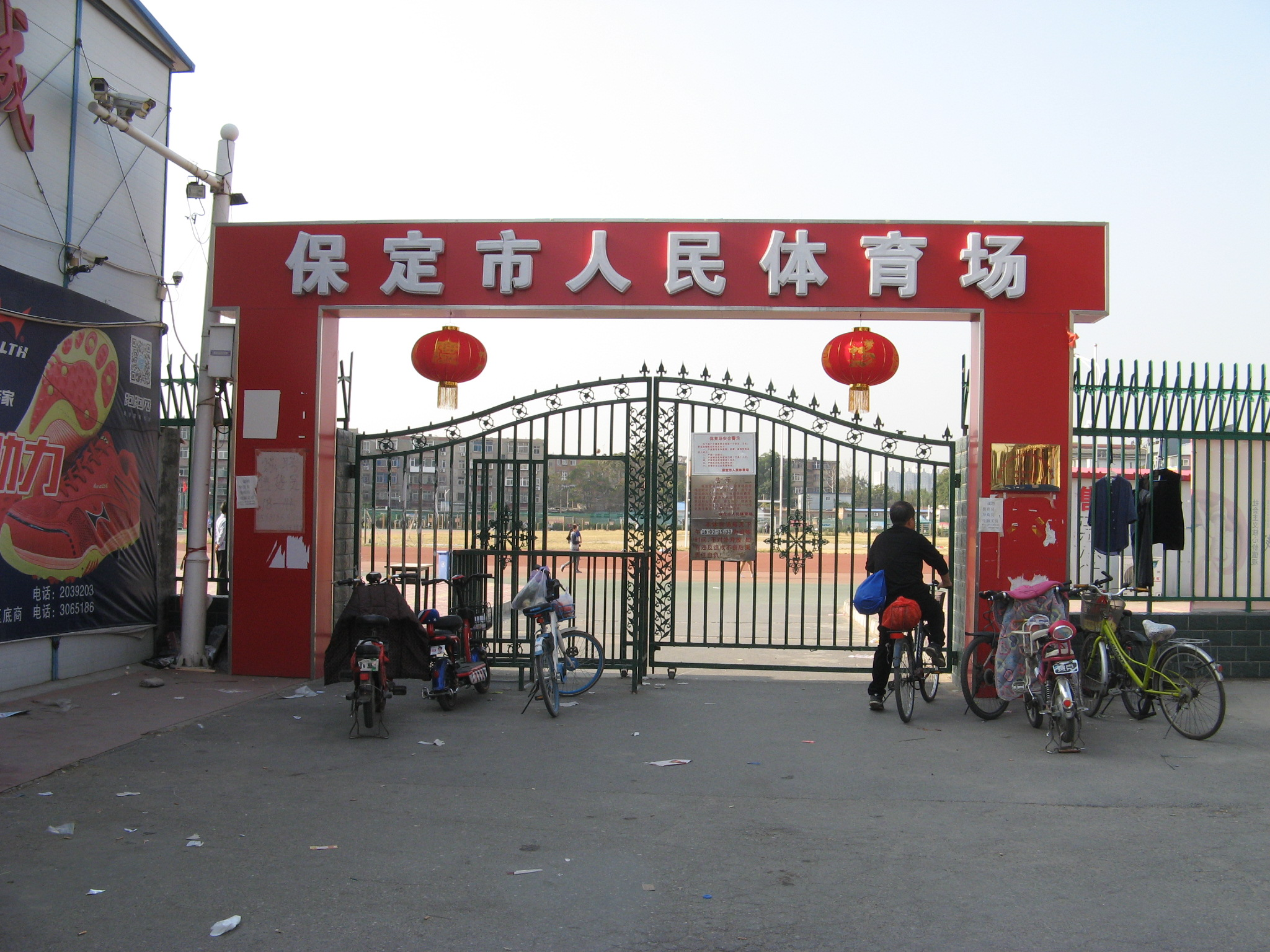
体育场北门

2013年11月，保定市人民体育场启动拆除改造工程。1992年之后，体育场长期没有维修，已经无法承担竞技训练、举办大型活动。这次拆除改造之后，体育场的主要功能将由承办大型赛事转向群众体育健身。2013年冬，体育场东、南、北三面的看台被拆除，同时拆除的还有这三面的围墙。跑道、草坪也被挖除。体育场原有设施仅保留西面看台。政府将人民体育场改造工程列入2014年43件惠民实事。但是，2013年冬季拆除完成后，因资金问题，工程搁置半年多，后续建设直到2014年8月8日才开始。这次改造中，体育场的足球场地改为人工草皮，新建400米塑胶跑道，增建篮球场等场地。西看台也得到翻新。2014年10月20日8时30分，保定市人民体育场举办仪式，正式对外开放。改造之后，原可容纳1.3万人的体育场，观众容量减为约三千人。
2016年中国足球乙级联赛中，保定容大队将主场设在保定市人民体育场。为此，容大集团垫资近六百万元人民币，对人民体育场实施改造。原有的人工草皮被更换为天然草。这个赛季，保定容大以北区第四名的成绩进入全国总决赛，并在10月16日半决赛第二回合主场击败江西联盛，升入中国足球甲级联赛，成为保定首支中甲球队。然而，保定市人民体育场的设施不符合中国足球甲级联赛的要求。中甲联赛要求球场拥有两万固定观众席位，而保定市人民体育场只能容纳约三千观众。保定市人民体育场没有照明设施，裁判休息室、新闻发布厅等房间的面积也达不到中甲联赛标准。保定市曾考虑投资5亿元人民币对保定市人民体育场进行改扩建。最终，保定市人民政府投资2.63亿元，在河北大学新校区内新建了可容纳2万名观众的河北大学体育场，供河北大学使用，并作为保定容大队的主场。

## 设施

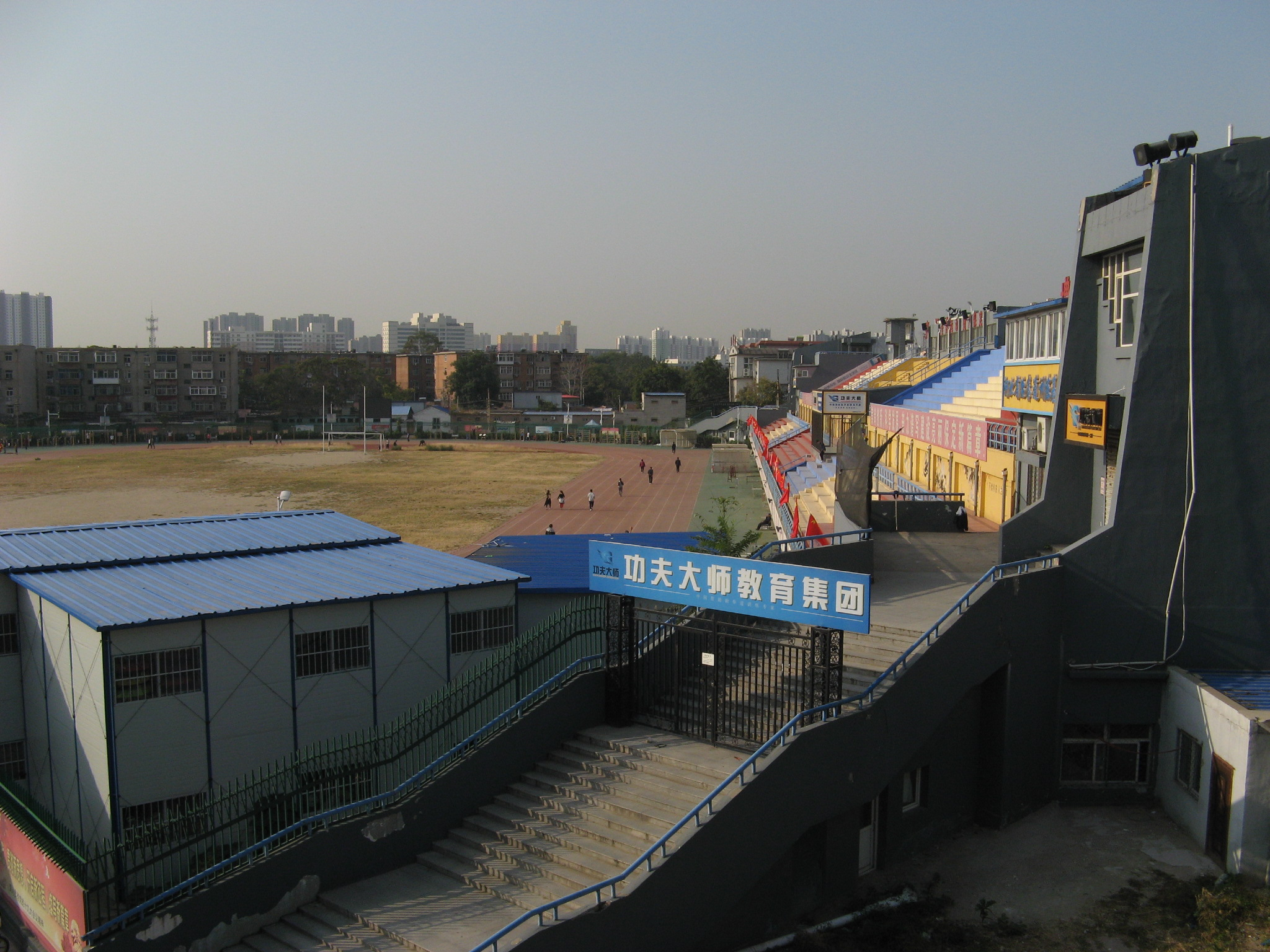
西看台、跑道与足球场，自北向南拍摄

保定市人民体育场中央为天然草皮足球场，其外为塑胶跑道。体育场仅西面有看台，约可容纳三千人。足球场没有照明设施。体育场东面有三块塑胶地面灯光篮球场。此外，体育场还有一块面积约500平方米的健身区，设有健身器材供百姓使用。篮球场为收费设施，而其余部分免费开放。